# Loch Fyne

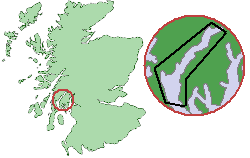
Localisation du Loch Fyne

Le Loch Fyne est un loch marin de la côte ouest d'Argyll and Bute s'étendant sur 65 km de long. Le grand loch d'eau de mer s'étend du cœur des monts Argyll jusqu'au bras du Loch Gilp, où il bifurque vers le sud pour se jeter dans la mer.
Il reçoit les eaux de la rivière Fyne.